# Макијарело (Авелино)
Макијарело је насеље у Италији у округу Авелино, региону Кампанија.
Према процени из 2011. у насељу је живело 75 становника. Насеље се налази на надморској висини од 418 м.